# 1926–1927-es magyar labdarúgó-bajnokság (első osztály)
Az 1926-27-es év bajnokságán, professzionális pontvadászatban a játékosok már fizetésért futballoztak. A bajnokságban amatőr csapatok nem, csakis profi csapatok indulhattak. Ez a merev szétválasztás 1935-ig tartott.
Az első profi bajnokságban már vidéki csapatok is szerepeltek: a Sabaria FC szombathelyi, a Bástya FC pedig szegedi volt. Két alszövetséget hoztak létre: a PLASZ-t (profi alszövetség) és az amatőr alszövetséget. Eredetileg hat budapesti és hat vidéki csapattal indult volna a bajnokság, de vidéken nem volt elég profi csapat, így egy tízfős első osztályt hoztak létre, két vidéki csapattal, és egy 14 csapatos másodosztályt. Bár a BEAC bent maradt volna, de mivel nem lett profi, csak az amatőr bajnokságban vehetett részt.
Névváltozások is voltak, az MTK – Hungária FC, a Ferencvárosi TC – Ferencváros FC, a Kispesti AC – Kispest FC, az Újpesti TE – Újpest FC, a 33 FC – Budai 33 FC, a Vasas SC – Vasas FC néven játszott tovább és a III: Kerületi TVE – III: Kerületi TVAC néven (egyesült a Vívó AC-val) játszott tovább.
A profizmus bevezetésével több külföldön játszó labdarúgó is hazatért. Schlosser (Lakatos) Imre újra a Ferencvárost erősítette.
Tizedik bajnoki címét nyerte a Ferencváros, hét ponttal megelőzve a megerősödött Újpestet. Mivel a következő idényben tizenkét csapat vett részt az első osztályban, kieső nem volt, a két feljutó az Attila FC Miskolcról, valamint a Bocskai FC Debrecenből lett.
Az amatőr bajnokok: Budapesti SE, Diósgyőri VTK, Dorog, Nyíregyházi TVE, MÁV Haladás, Szegedi Vasutas, Pécsi Vasutas. Döntő, Budapesti SE – DVTK 3:1.
A tizedszer kiírt Magyar Kupát a Ferencváros az Újpest 3:0-s legyőzésével nyerte el.
Az MLSZ tíz pontban rögzítette a profi szabályzatot:
„1. Szétválasztáskor minden játékos amatőrnek tekintendő.
2. Minden játékos elszerződhetik profinak, de profi játékos csak váltságdíj ellenében mehet át más egyesületbe.
3. Amatőr játékosnál egy év az átigazolási idő.
4. Külföldi játékosok bárhová igazolhatók, ha egy év óta itt tartózkodnak.
5. Egy év a büntetési idő, ha a játékos megegyezés nélkül cserél egyesületet.
6. A profi játékosok 5-60 pengő fizetést kaphatnak.
7. Profi csapatnak legalább 11 szerződtetett játékosának kell lennie.
8. A profi bajnokságban csak »régi« egyesület játszhat.
9. Augusztus 15-ig meg kell alakítani a csapatot.
10. Felállítják az amatőr zsűrit, amely dönt a külföldről hazajött játékosok tekintetében is."
Az első év 390 000 pengő hasznot hozott, ezt osztották el a 24 profi egyesület között.

## A végeredmény
| #  | Csapat             | J  | Gy | D | V  | Rg | Kg | Gk  | P  | Megjegyzés                 |
| -- | ------------------ | -- | -- | - | -- | -- | -- | --- | -- | -------------------------- |
| 1  | Ferencváros FC     | 18 | 13 | 4 | 1  | 51 | 18 | +33 | 30 | Bajnok                     |
| 2  | Újpest FC          | 18 | 10 | 3 | 5  | 33 | 20 | +13 | 23 | 1927-es közép-európai kupa |
| 3  | Hungária FC        | 18 | 8  | 3 | 7  | 30 | 24 | +6  | 19 | 1927-es közép-európai kupa |
| 4  | Sabaria FC         | 18 | 8  | 3 | 7  | 30 | 33 | -3  | 19 |                            |
| 5  | III. Kerületi TVAC | 18 | 8  | 2 | 8  | 35 | 39 | -4  | 18 |                            |
| 6  | Vasas FC           | 18 | 7  | 4 | 7  | 27 | 32 | -5  | 18 |                            |
| 7  | Bástya FC          | 18 | 6  | 4 | 8  | 26 | 27 | -1  | 16 |                            |
| 8  | Nemzeti FC         | 18 | 5  | 4 | 9  | 34 | 38 | -4  | 14 |                            |
| 9  | Kispest FC         | 18 | 3  | 7 | 8  | 24 | 37 | -13 | 13 |                            |
| 10 | Budai 33 FC        | 18 | 3  | 4 | 11 | 25 | 47 | -22 | 10 |                            |

## Kereszttáblázat
|                    | FTC | UTE | Hun. | Sab. | III. ker | Vasas | Bástya | NFC | Kis. | B33 |
| ------------------ | --- | --- | ---- | ---- | -------- | ----- | ------ | --- | ---- | --- |
| Ferencváros FC     | XXX | 0-0 | 2-2  | 2-0  | 5-0      | 2-0   | 1-3    | 3-3 | 1-0  | 6-2 |
| Újpest FC          | 1-2 | XXX | 1-1  | 0-1  | 2-2      | 2-1   | 3-0    | 1-2 | 2-0  | 1-0 |
| Hungária FC        | 1-4 | 0-1 | XXX  | 0-1  | 0-2      | 3-1   | 0-1    | 2-0 | 2-2  | 4-1 |
| Sabaria FC         | 2-3 | 0-2 | 2-1  | XXX  | 2-1      | 0-0   | 0-4    | 2-5 | 4-1  | 2-4 |
| III. Kerületi TVAC | 0-5 | 1-0 | 2-4  | 3-1  | XXX      | 2-3   | 3-1    | 2-0 | 2-2  | 3-6 |
| Vasas FC           | 0-3 | 2-3 | 2-5  | 2-2  | 1-0      | XXX   | 2-1    | 3-2 | 3-0  | 0-0 |
| Bástya FC          | 0-0 | 0-1 | 1-2  | 0-4  | 1-2      | 3-0   | XXX    | 4-2 | 2-4  | 1-1 |
| Nemzeti FC         | 2-3 | 4-1 | 1-0  | 3-4  | 2-5      | 1-1   | 0-0    | XXX | 0-0  | 4-2 |
| Kispest FC         | 2-6 | 2-5 | 0-1  | 2-2  | 4-2      | 1-2   | 1-1    | 2-1 | XXX  | 0-0 |
| Budai 33 FC        | 0-3 | 2-7 | 0-2  | 0-1  | 0-3      | 2-4   | 1-3    | 3-2 | 1-1  | XXX |

- Nem volt kieső mert a következő évadban 12 csapat szerepelt.

Bajnokcsapat Ferencváros játékosai: Huber Rezső 17 mérkőzés, Takács I Géza 16, Hungler II János 17, Furmann Károly 11, Bukovi Márton 17, z Obitz Gábor 16, Rázsó Izidor 18, Dán Vilmos 11, Pataki Mihály 12, Schlosser Imre 17, Kohut Vilmos 17, Játszott még: Steczovits László 7, Turay József 7, Horváth II László 3, Papp Lajos László 3, Sándor József 3, Blum Zoltán 2, Lyka II Antal 2, Amsel Ignác 1, Grossmann Sándor 1, Müller Ferenc dr. 5.
Edző: Tóth-Potya István

### Góllövőlista
| Gól | Név                 | Klub                              |
| --- | ------------------- | --------------------------------- |
| 14  | Horváth László      | Ferencváros FC III. Kerületi TVAC |
| 13  | Dán Vilmos          | Ferencváros FC                    |
| 11  | Kohut Vilmos        | Ferencváros FC                    |
| 11  | Rémay II Gyula      | Nemzeti FC                        |
| 11  | Schlosser Imre      | Ferencváros                       |
| 10  | Takács II József    | Vasas FC                          |
| 9   | Szentmiklóssy Béla  | Vasas FC                          |
| 8   | Opata Zoltán        | Hungária FC                       |
| 7   | Kittl Gyula         | Hungária FC                       |
| 7   | Mészáros István     | Sabaria FC                        |
| 7   | Spitz (Vörös) Illés | Nemzeti FC                        |
| 7   | Szabó Lajos         | Kispest FC                        |

## Díjak
| Bajnok 1926–1927             |
| Ferencváros FC 10. bajnokság |

| Az év játékosa              | Gólkirály                                                     |
| Kohut Vilmos Ferencváros FC | Horváth László Ferencvárosi FC és III. Kerületi TVAC (14 gól) |